# Административна подјела Шпаније
Административна подјела Краљевине Шпаније је заснована на осмом члану устава Краљевине Шпаније из 1978. године, који успоставља три нивоа територијалне организације: општине, покрајине и аутономне заједнице, прва група чини територијалну организацију друге групе, а друга група чини територијалну организацију посљедње групе. Држава гарантује реализацију принципа солидарности међу свим конститутивним дијеловима земље.
Аутономне заједнице су конституисане ради остваривања права на аутономију или самоуправу коју устав гарантује националностима и регијама Шпаније, док декларише нераскидиво јединство шпанске нације. Аутономсне покрајине представљају високо децентрализован облик територијалне организације, заснован на деволуцији, стога Шпаније није федерација, јер је држава супериорна у односу на покрајине и задржава потпуни суверенитет. Уставни суд Шпаније означио је овај облик територијалне организације као „држава аутономија”.

## Аутономне заједнице и аутономни градови
Аутономне заједнице чине први (највиши) ниво територијалне организације Шпаније. Настале су постепено након проглашења устава Шпаније 1978, као припрема за самоуправу „националности и регија” које чине шпанску нацију. Ради остваривања права на самоуправу признатом у осмом члану устава, аутономија се одобрава из сљедећих разлога:
- двије или више сусједних покрајина са заједничким историјским, културним и економским особинама;
- острвске територије и
- једна покрајина са историјским регионалним идентитетом.

Устав дозвољава два изузетка у горенаведеном критеријуму, наиме шпанска скупштина задржава право да:
- одобри, у интересу нације, стварање аутономне заједнице чак и ако је та покрајина без историјског регионалног идентитета (што је довело до стварање Заједнице Мадрид, која је дио историјске области Кастиља-Ла Манча),
- одобри или да даје аутономију ентитетима или територија које нису покрајине (што је довело до стварање два аутономна града, шпанске ексклаве у сјеверној Африци).

Иако су покрајине биле основе за стварање аутономних заједница, оне су грубо пратиле линију старих краљевстава и регија Пиринејског полуострва прије уједињења.
Првобитне аутонимије су додјељене такозваним „историјским националностима”: Каталонији, Баскији и Галицији, регијама са јаким регионалним идентитетом којима је одобрена самоуправа или је додјељена Статутом аутономије током Друге шпанске републике (1931—1936).
Док је устав још био у изради, и самоуправа се додјељивала само на основу „историјске националности”, дошло је до протеста јавности у Андалузији, захтјевајући самоуправу, што је довело до бржег процеса стварања, који се на крају самоидентификовао као „историјска националност”. На крају, право на самоуправу је проширено на било који други регион који жели самоуправу.
„Историјским националностима” је аутономија одобравана по кратком поступку, док су остале регије морале да прате услове које је захтјевао устав. Између 1979. и 1983. године, све регије у Шпанији су одлучиле да се конституишу као аутономне заједнице; четири додатне покрајине самоидентификовале су се као „националности”, иако су статус аутономне заједнице добиле дужим путем.
Иако устав није одређивао број аутономсних покрајина, Леополдо Калво-Сотело, предсједник владе Шпаније, и Фелипе Гонзалез, лидер опозиције, 31. јула 1981. године су потписали „Први аутономни пакт”, којим је договорено стварање 17 аутономних заједница и два аутономна града, са сопственим владама, али са различитим надлежностима. 1983. године свих 17 аутономских покрајина је конституисано: Андалузија, Арагон, Астурија, Балеарска Оства, Баскија, Канарска Острва, Кантабрија, Кастиља и Леон, Кастиља-Ла Манча, Каталонија, Заједница Мадрид, Екстрамадура, Галиција, Риоха, Навара, Мурсија и Валенсија. Два аутономна града, Сеута и Мелиља су конституисани 1995. године.
Аутономне заједнице имају широка овлашћења, али је пренос власти на поједине покрајине асиметричан. Уставни суд је окарактерисао аутономне заједнице и као хомогене и као различите. аутономне заједнице су „једнаке” у својој подређености уставном поретку, у свом представљању пред Сенатом Шпаније, а у смислу њихове различитости непостоје никакве привредне или друштвене привилегије. Ипак, покрајине се разликују у процесу у ком су приступиле аутономији и у опсегу надлежности. Случајеви Баскије и Наваре су изузеци због средњовјековних повеља у којима су им додјељене фискалне аутономије, које су се задржале и данас, односно „ажуриране” су, јер остале аутономне заједнице не уживају ту аутономију.
Све аутономне заједнице имају парламентарни облик владавине. Институције власти различитих аутономних заједница могу имати необичан назив. На примјер, скуп владиних институција у Каталонији и Валенсији познат је као Генералитет, скупштина Астурије је познат као Хунта Генерал, а Хунта у Галицији је назив за канцеларију извршне власти, која је позната краће као „Влада”.

## Покрајине
Покрајине су други ниво територијалне и административне подјеле Шпаније. Провинцијску схему је направио Хавиер де Бургос 1833. године на основу граница старохиспанских краљевина, иако их је дијелио, ако је неопходно, из географских и/или демографских разлога.
Схема је претрпјела мање измјене од 1833. године, прије свега подјелом Канарских оства на двије покрајине 1927. године. Постоји педесет покрајина у Шпанији.